# Seth Jones
Seth Jones (* 3. října 1994, Arlington, Texas, Spojené státy americké) je americký hokejový obránce momentálně hrající v týmu Chicago Blackhawks v severoamerické lize NHL.

## Hráčská kariéra

### Hokejové začátky
Jones se narodil v Arlingtonu v Texasu Amy a Ronaldu Jonesovým jako prostřední ze tří synů. Jeho otec je bývalý basketbalista a hráč NBA, který v současné době dělá asistenta trenéra Indiana Pacers v NBA. Jones začal s hokejem v pěti letech, kdy s rodinou žili v Denveru, kde jeho otec hrál za tamní klub Denver Nuggets. Jeho starší bratr Justin chtěl hrát inline hokej s přáteli, což se zalíbilo i Sethovi, a tak oba dva dostali od rodičů kolečkové brusle a později v zimě získali i brusle hokejové. Jejich otec Ronald se šel zeptal o radu člena hokejové síně slávy Joe Sakica, který v té době hrál v Denveru za Colorado Avalanche, jak by se měli stát jeho synové lepšími hokejisty. Sakic řekl Ronaldovi, že jeho synové musí hlavně pracovat na svém bruslení, protože pravděpodobně budou mít atletickou postavu po svém otci. V důsledku toho Seth chodil na rok do krasobruslení, než ve věku šesti let začal hrát organizovaný hokej. V šesti letech byl v hledišti při sedmém duelu, když Avalanche vyhráli v roce 2001 Stanley Cup.

### Juniorská kariéra
Když mu bylo osm let začal hrát hokej v místních týmech v Denveru. Ve dvanácti letech se stěhoval s rodinou zpátky do rodného Texasu. Zároveň se rozhodl, že chce hrát za Americký národní hokejový program (NTDP). Ale ještě před tím hrál za tým Dallas Stars Bantam Major, kde v první sezóně získal 33 bodů ve 31 hrách. V roce 2009 byl vybrán v draftu WHL z 11. místa týmem Everett Silvertips. Předpokládalo se, že bude draftován z vyšších pozic, ale obavy, že by se rozhodl hrát hokej vysoké školy přes Western Hockey League, přiměly, aby byl vybrán z nižších pozic. Poté, co byl draftován, hrál ještě jednu sezónu v Dallasu, než přešel do národního hokejového programu.
Ve své první sezóně v NTDP byl Jones součásti obou dvou kategorií a to do 17 i 18 let, které jsou součástí americké juniorské ligy (USHL), zápasů proti týmům divizi II a III Národní vysokoškolské atletické asociace (NCAA) a mezinárodních zápasů. Byl kapitánem týmu do 17 let. V této kategorii si připsal v 37 utkáních 21 bodů. V hlavním výběru odehrál 28 utkání, ve kterých si připsal 14 bodů. V obou těchto kategorií byl nejproduktivnějším obráncem, pouze v kategorii do 18 let byl se ziskem 10 bodů v 20 zápasech až pátý. V následující sezóně byl kapitánem hlavního mužstva i mužstva do 18 let. V hlavním týmu byl s 12 body ve 20 utkáních třetím nejproduktivnějším obráncem mužstva. Po své druhé sezóně si Jones potřeboval vybrat, zda chcete hrát v NCAA nebo v Everett Silvertips ve WHL. Později se rozhodl, že Silvertips by pro něj nebyl dobrou volbou a očekával, že bude hrát za University of North Dakota. Poté, co byl Jones informován, že by už neměl za Silvertips hrát, byly vyměněny jeho obchodní práva Portlandu Winterhawks. O dva týdny později, Portland podepsal Jonese a vyměnil dva podepsané hráče a práva pro dva a více hráčů, aby oficiálně dokončil obchod pro získání svých práv. Během hraní v Portlandu, byl mezi skauty řazen jako potenciální jednička draftu NHL 2013. V polovině sezóny k cestě k NHL ho Centrální úřad skautingu NHL zařadil jako jedničku mezi severoamerickými hokejisty a skautingová služba International Scouting Services ho dokonce zařadil na celkové první místo mezi všemi.
Základní část sezóny v Portlandu dokončil s 56 body za 14 gólů a 42 asistencí v 70 zápasech. V playoff došel s týmem do finále, kde pomohl zdolat Edmonton Oil Kings poměrem 4:2 a získal tak s týmem trofej pro vítěze WHL Ed Chynoweth Cup. Stal se druhým nejproduktivnějším obráncem, když bodově nestačil pouze na Slováka Martina Gernáta. Po sezóně byl jmenován do All-Star týmu Západní konference WHL a získal Jim Piggott Memorial Trophy pro nováčka roku.
V turnaji Memorial Cupu, kde mezi sebou soupeří týmy z Canadian Hockey League postoupil s Winterhawks do finále, kde se tváří v tvář utkal s hlavními rivaly z budoucího draftu Nathanem MacKinnonem a Jonathanem Drouinem z Halifaxu Mooseheads z Quebec Major Junior Hockey League. Jones v utkání jednou skóroval, ale ani jeho gól nezabránil porážce jeho týmu 4:6. Oba jeho rivalové nasbírali v utkání shodně po 5 bodech.
Těsně před draftem byl znovu pasován do role nejvýše nasazeného hráče. 24. června 2013 se konal Vstupní draft NHL, ve kterém měl první volbu tým Colorada Avalanche. Spekulovalo se, že si ho tým vybere, protože zde strávil většinu dětství. Trenér Avalanche Patrick Roy však prohlásil, že si vybere radši útočníka, v tomto případě Nathana MacKinnona. Tím se Jones posunul až na čtvrté místo, kde si ho vybrali Predátoři z Nashvillu.

### Profesionální kariéra
O měsíc později podepsali Predátoři s Jonesem profesionální smlouvu na 3 roky se základním ročním příjem 925 tisíc dolarů a výkonnostními bonusy až 2,3 miliónu dolarů. V NHL debutoval 3. října 2013 v duelu proti St. Louis Blues, který prohrál s týmem 2:4. V zápase si sice nepřipsal žádný bod, ale byl při obou vstřelených gólech a na ledě strávil 18 minut a 35 sekund. Svého prvního bodu se dočkal 8. října v zápase proti Minnesotě a svého prvního gólu o pět dní později v zápase proti New Yorku Islanders, kdy v přesilové hře překonal ruského brankáře Jevgenije Nabokova.

## Úspěchy

### Individuální úspěchy
- Člen All-Star Teamu SP do 17 let - 2011
- Jeden ze tří nejlepších hráčů svého mužstva na MS do 18 let - 2012
- Člen All-Star Teamu Západní konference WHL - 2012/13
- Jim Piggott Memorial Trophy (nováček roku WHL) - 2012/13
- Člen All-Star Teamu na mistrovství světa - 2014
- Nejlepší obránce mistrovství světa - 2014

## Prvenství
- Debut v NHL – 3. října 2013 (St. Louis Blues proti Nashville Predators)
- První asistence v NHL – 8. října 2013 (Nashville Predators proti Minnesota Wild)
- První gól v NHL – 12. října 2013 (Nashville Predators proti New York Islanders, ruskému brankáři Jevgenij Nabokov)

## Klubové statistiky
| Sezóna       | Klub                  | Soutěž       |     | Základní část | Základní část | Základní část | Základní část | Základní část |   | Play off | Play off | Play off | Play off | Play off |
| Sezóna       | Klub                  | Soutěž       | Z   | G             | A             | B             | TM            | Z             | G | A        | B        | TM       |          |          |
| 2010/11      | USNTDP                | USHL         | 28  | 1             | 13            | 14            | 20            | —             | — | —        | —        | —        |          |          |
| 2011/12      | USNTDP                | USHL         | 20  | 4             | 8             | 12            | 6             | —             | — | —        | —        | —        |          |          |
| 2012/13      | Portland Winterhawks  | WHL          | 61  | 14            | 42            | 56            | 33            | 21            | 5 | 10       | 15       | 4        |          |          |
| 2013/14      | Nashville Predators   | NHL          | 77  | 6             | 19            | 25            | 24            | —             | — | —        | —        | —        |          |          |
| 2014/15      | Nashville Predators   | NHL          | 82  | 8             | 19            | 27            | 20            | 6             | 0 | 4        | 4        | 6        |          |          |
| 2015/16      | Nashville Predators   | NHL          | 40  | 1             | 10            | 11            | 10            | —             | — | —        | —        | —        |          |          |
| 2015/16      | Columbus Blue Jackets | NHL          | 41  | 2             | 18            | 20            | 12            | —             | — | —        | —        | —        |          |          |
| 2016/17      | Columbus Blue Jackets | NHL          | 75  | 12            | 30            | 42            | 24            | 5             | 0 | 2        | 2        | 0        |          |          |
| 2017–18      | Columbus Blue Jackets | NHL          | 78  | 16            | 41            | 57            | 30            | 6             | 1 | 4        | 5        | 4        |          |          |
| 2018–19      | Columbus Blue Jackets | NHL          | 75  | 9             | 37            | 46            | 28            | 10            | 3 | 6        | 9        | 0        |          |          |
| 2019–20      | Columbus Blue Jackets | NHL          | 56  | 6             | 24            | 30            | 20            | 10            | 1 | 3        | 4        | 4        |          |          |
| 2020–21      | Columbus Blue Jackets | NHL          | 56  | 5             | 23            | 28            | 26            | —             | — | —        | —        | —        |          |          |
| 2021–22      | Chicago Blackhawks    | NHL          | 78  | 5             | 46            | 51            | 28            | —             | — | —        | —        | —        |          |          |
| 2022–23      | Chicago Blackhawks    | NHL          | 72  | 12            | 25            | 37            | 30            | —             | — | —        | —        | —        |          |          |
| 2023–24      | Chicago Blackhawks    | NHL          | 67  | 8             | 23            | 31            | 34            | —             | — | —        | —        | —        |          |          |
| Celkem v NHL | Celkem v NHL          | Celkem v NHL | 797 | 90            | 315           | 405           | 286           | 37            | 5 | 19       | 24       | 14       |          |          |

## Reprezentační kariéra
Na velké akci za americkou hokejovou reprezentaci poprvé debutoval na Světovém poháru do 17 let v Kanadě v roce 2010. V turnaji vstřelil gól a zaznamenal taky tři asistence, celkově tedy dosáhl 4 bodů a pomohl svému výběru k vítězství v turnaji. Stejného turnaje se zúčastnil i nadcházející rok. Tým USA zvítězil ve všech čtyřech zápasech ve své skupině a z prvního místa postoupil do semifinále. V semifinále se jeho tým střetl s výběrem Kanady Pacifiku a úspěšně ho po boji zdolal 6:5 v prodloužení a postoupil tak do finále. Ve finále, ale jeho tým nestačil na výběr Kanady Ontaria, když prohrál 3:5 a skončil tak na druhém místě. Aspoň malou náplastí pro Jonese mohla být nominace do konečného All-Star Teamu turnaje. V turnaji zaznamenal gól a asistenci, tedy celkově 2 body. Ve stejný rok se pak zúčastnil i MS do 18 v Německu. S týmem suverénně ovládl základní skupinu a rovnou tak s mužstvem postoupili do semifinále, kde po velkém boji porazili Kanadu po prodloužení. Ve finále je čekalo Švédsko, tým USA ještě 1 minutu a 29 sekund před koncem prohrával 2:3, ale hektickým výkonem dokázal utkání srovnat a v prodloužení nakonec uspět. Jones dosáhl v turnaji 3 asistencí.
Jako 17letý byl vybrán na světový šampionát juniorů, ale z důvodu zranění na něm nemohl hrát. Vrátil se tak k osmnáctiletým a v roce 2012 na šampionátu v Česku byl kapitánem mužstva USA. Americký tým opět suverénně prošel turnajem a bez jediného zaváhání ho celý ovládl. Jednalo se o čtvrtou zlatou medaili v této kategorii v řadě pro Spojené státy. Jones skončil turnaj s celkovým počtem 8 bodů za 3 branky a 5 asistencí, byl dvakrát jmenován nejlepším hráčem týmu USA v zápasu a byl vybrán trenéry jako jeden ze tří nejlepších hráčů svého mužstva na turnaji.
V roce 2013 se konečně dočkal nominace na MS juniorů, konaného v Rusku, kde byl zástupcem kapitána. V jednom rozhovoru před turnajem říkal, že cítí, že Američané mají na MS nejsilnější tým, přestože velkým favoritem byla Kanada. Výběr Spojených států začal turnaj výhrou, ale následně prohrál dvě po sobě jdoucí utkání s Ruskem a Kanadou. V posledním utkání porazili Slovensko a v přímém souboji se tak vyhnuli baráži o záchranu a postoupili o boje o jednu ze sady medailí. V playoff porazili nejprve Česko, následně Kanadu a ve finálovém utkání Švédsko a v turnaji tak celkově zvítězili. V kanadském bodování obsadil Jones celkové 17. místo za 7 bodů v 7 zápasech.
Za seniorskou reprezentaci nastoupil poprvé na Mistrovství světa 2014 v Bělorusku, kde s týmem skončili až na 6. místě. I přes svůj nízký věk, na sebe hned upozornil, když si v 8 utkáních připsal 11 kanadských bodů za 2 góly a 9 asistencí a stal se tak nejproduktivnějším obráncem celého šampionátu. Po konci turnaje byl direktoriátem IIHF vybrán do All Stars týmu a byl vybrán jako nejlepší obránce turnaje. O rok později se zúčastnil MS v Česku, kde s týmem dokázal získat bronzové medaile, když v závěrečném utkání porazili domácí celek poměrem 3:0.
Dne 2. března 2016 jej kanadský trenér Todd McLellan zařadil na svou soupisku Výběru severoamerických hráčů do 23 let pro Světový pohár v ledním hokeji 2016 v Torontu. S týmem obsadil konečné 5. místo, když nedokázali postoupit ze skupiny. Na turnaji nezaznamenal ve třech odehraných utkáních jediný bod.

### Reprezentační statistiky
| Rok             | Tým                   | Soutěž          | Z  | G | A  | B  | TM |  |
| --------------- | --------------------- | --------------- | -- | - | -- | -- | -- |  |
| 2011            | USA 17                | SP do 17 let    | 5  | 1 | 1  | 2  | 2  |  |
| 2011            | USA                   | MS18            | 6  | 0 | 3  | 3  | 0  |  |
| 2012            | USA                   | MS18            | 6  | 3 | 5  | 8  | 0  |  |
| 2013            | USA                   | MSJ             | 7  | 1 | 6  | 7  | 4  |  |
| 2014            | USA                   | MS              | 8  | 2 | 9  | 11 | 6  |  |
| 2015            | USA                   | MS              | 10 | 1 | 3  | 4  | 4  |  |
| 2016            | Výběr Severní Ameriky | SP              | 3  | 0 | 0  | 0  | 2  |  |
| Junioři celkově | Junioři celkově       | Junioři celkově | 24 | 5 | 15 | 20 | 6  |  |
| Senioři celkově | Senioři celkově       | Senioři celkově | 21 | 3 | 12 | 15 | 12 |  |